# ضربات ريف دمشق الجوية ديسمبر 2014
ضربات ريف دمشق الجوية ديسمبر 2014 كانت سلسلة من الهجمات الجوية على أهداف في سوريا في 7 ديسمبر 2014. الأهداف كانت منطقة عسكرية في الديماس و‌مطار دمشق الدولي. وفقاً للمرصد السوري لحقوق الإنسان، الهجوم قرب مطار دمشق الدولي استهدف مستودعاً لأسلحة وصلت حديثاً في منشأة عسكرية تشكل جزءاً من المطار. واستهدف الهجوم على الديماس مستودع أسلحة في حظائر حول قاعدة جوية صغيرة. سمعت عشرة انفجارات في الديماس والجيش السوري ذكر أن بعض المنشآت قد تضررت. وفقاً للمعارضة السورية، قتل ثلاثة من أعضاء حزب الله خلال الضربات في الديماس. ادعت سوريا أنه تم إسقاط طائرة بدون طيار.
خلال الهجوم، أطلق الدفاع الجوي السوري أربعة صواريخ أرض-جو، ضربت على الأقل أحد صواريخ بوباي الإسرائيلية، سقطت بقاياه في المنطقة التي يسيطر عليها الثوار في الحارة.

## ردود الفعل

### رد الفعل المحلي
- سوريا – في 7 ديسمبر، أدان الجيش السوري الهجوم واتهم إسرائيل بدعم «الإرهابيين» في سوريا.[1]

### ردود الفعل الأجنبية
- إسرائيل – في رده على الاتهامات، قال الجيش الإسرائيلي إنه لا يعلق على «التقارير الأجنبية.»[2]
- روسيا – طالبت روسيا بتوضيح من إسرائيل بشأن الضربات الجوية. وقال المتحدث باسم وزارة الخارجية الروسية ألكساندر لوكاشيفيتش أيضًا أن «موسكو قلقة من هذا التطور الخطير، والتي تتطلب ظروفه تفسيراً».[9]